# Azocine

Azocin-Grundgerüst

2-Methoxyazocin

Die Azocine bilden in der Chemie eine Stoffgruppe von organischen Verbindungen, die zu den ungesättigten stickstoffhaltigen Heterocyclen  zählt. Sie leiten sich von der Stammverbindung Azocin ab und sind Azaanaloga des Cyclooctatetraens.

## Synthesen von Azocinen
Die Stammverbindung Azocin (Summenformel: C7H7N) lässt sich pyrolytisch durch eine Retro-Diels-Alder-Reaktion von Diazabasketen und nachfolgende Abspaltung von Blausäure herstellen. Die Synthese von 2-Methoxyazocin und analoger Systeme ist einfacher. So wird 2-Methoxyazocin in einer mehrstufigen Reaktion ausgehend von 1,4-Cyclohexadien und Chlorsulfonylisocyanat erhalten.